# Saint-Restitut
Saint-Restitut – miejscowość i gmina we Francji, w regionie Owernia-Rodan-Alpy, w departamencie Drôme.
Według danych na rok 1990 gminę zamieszkiwało 947 osób, a gęstość zaludnienia wynosiła 65 osób/km² (wśród 2880 gmin regionu Rodan-Alpy Saint-Restitut plasuje się na 809. miejscu pod względem liczby ludności, natomiast pod względem powierzchni na miejscu 801.).

## Galeria

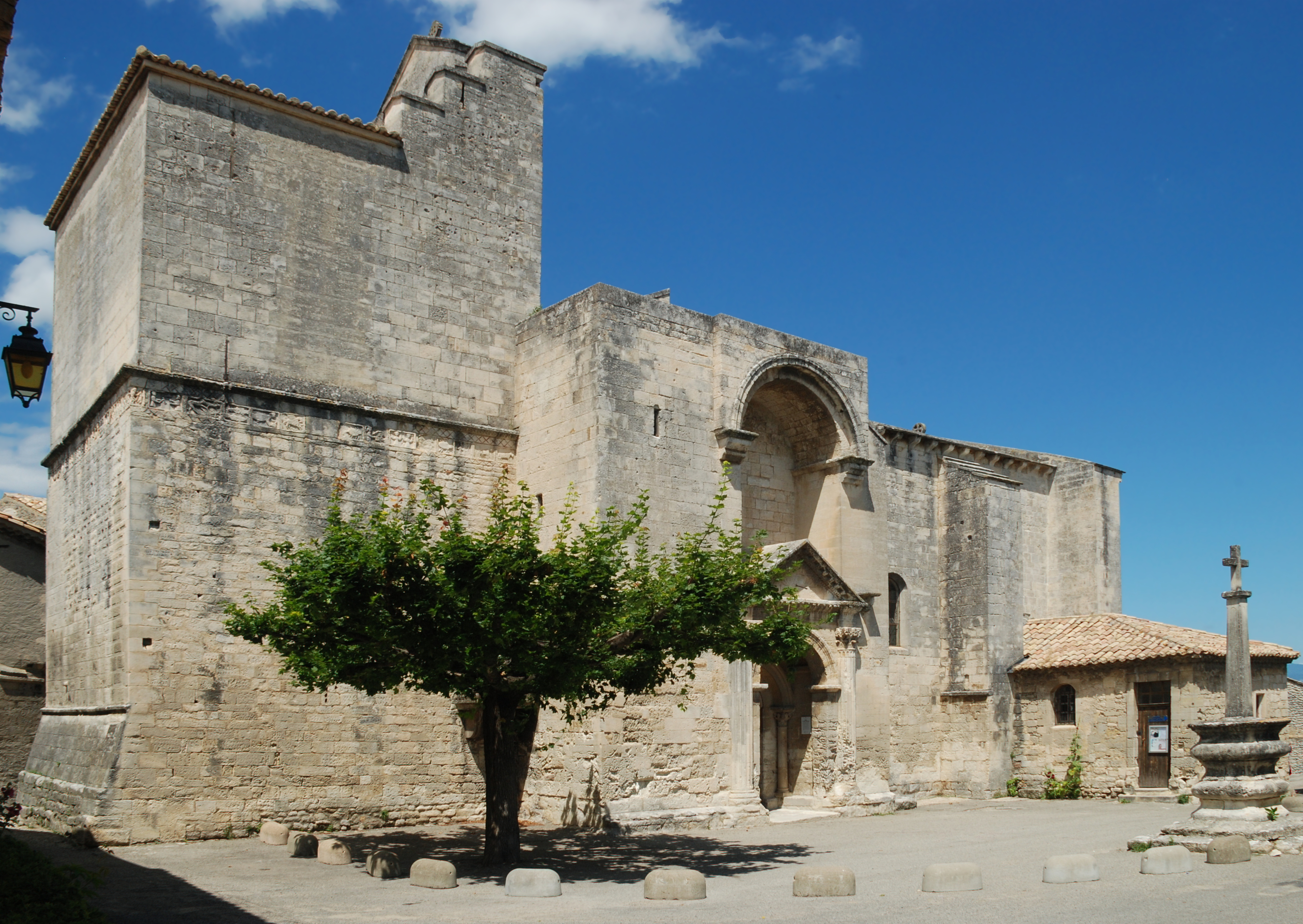
Kościół z XII wieku, 2008
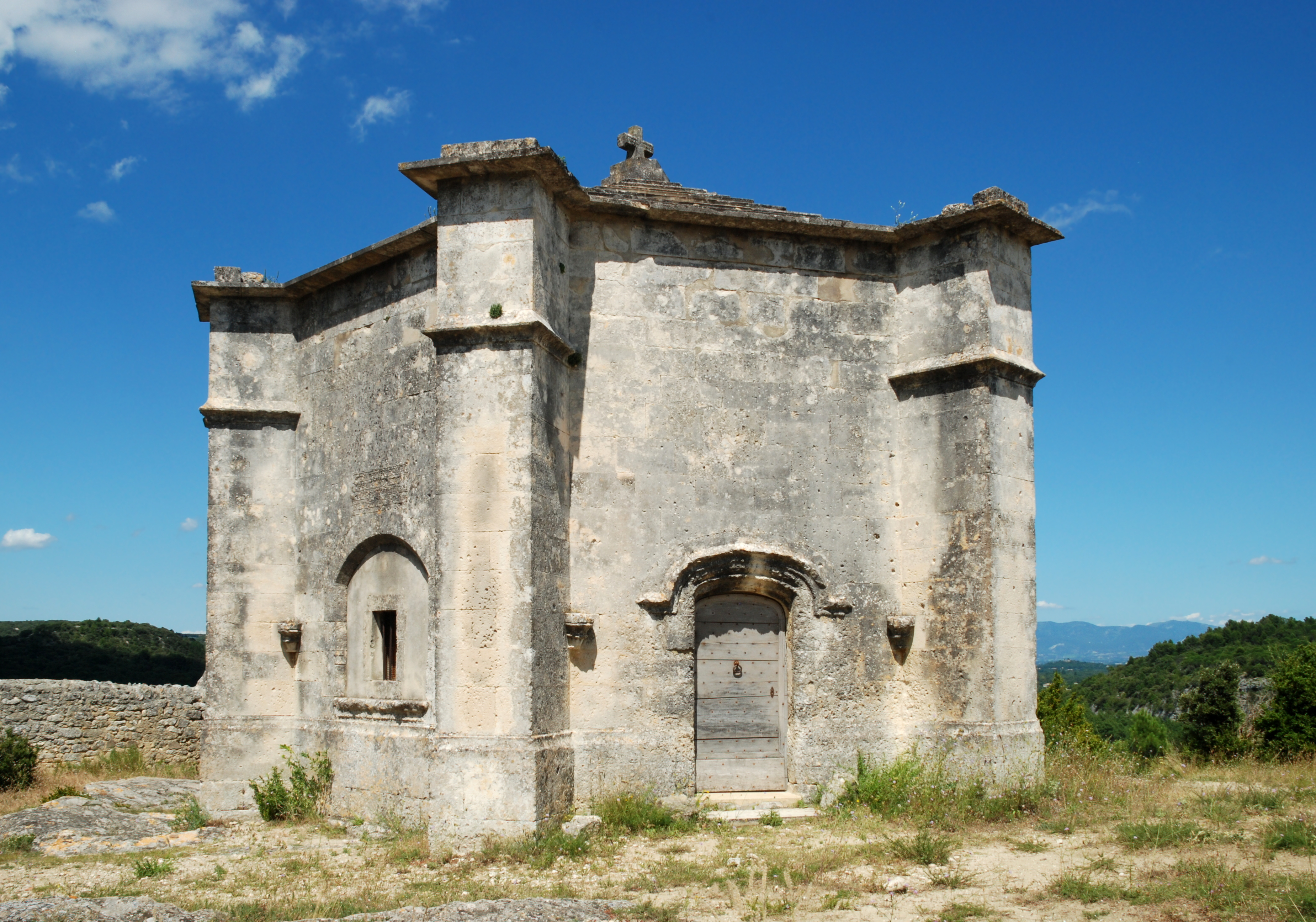
Kaplica z XVI wieku, 2008